# Nauvoo
|  | Per a altres significats, vegeu «Nauvoo (Alabama)». |

Nauvoo (נָאווּ "ser bella", en hebreu sefardí nåvu, en hebreu tiberià Nâwû—pronunciació local [ˈnaʊvú]) és una petita ciutat del Comtat de Hancock a l'extrem oest de l'estat d'Illinois, Estats Units. Té una població d'1.071 habitants (cens actual) dels 20.121 habitants del comtat d'Hancock,. Nauvoo atreu un gran nombre de visitants cada any per raó del seu llegat històric-religiós, sobretot de membres de l'Església de Jesucrist dels Sants dels Últims Dies i altres grups derivats del moviment dels Sants dels Últims Dies, així com haver estat una de les notables comunitats utòpiques icarianes nord-americanes. La seva proximitat al riu Mississipi hi afegeix elements naturals peculiars de l'estat d'Illinois.
La ciutat va ser fundada per Joseph Smith (fill), que li va posar nom utilitzant l'idioma hebreu sefardita amb ortografia anglosaxona, paraula que prové del llibre d'Isaïes 52:7, «Que bells són sobre les muntanyes ...!» L'aspecte religiós que dominava el passat de Nauvoo ha perdut ímpetu avui dia. Actualment és una regió primordialment productora de vi, tenint les vinyes més antigues de l'estat.